# Inula clarkei
Inula clarkei là một loài thực vật có hoa trong họ Cúc. Loài này được (Hook.f.) R.R.Stewart mô tả khoa học đầu tiên năm 1972.